# Orang-Laut
Orang-Laut é um povo proto-malaio que habita a Península de Malaca, Indonésia, Singapura e as ilhas Riau.

## Etimologia
O termo Orang Laut vem do malaio e significa "povo do mar". Também se usava o termo orang selat, que significa "povo do estreito", e o termo foi adaptado pelos portugueses como celate.

## História
Durante séculos, os orang laut se especializaram na coleta de recursos, que eram depois trocados nos vilarejos ao longo do estreito de Malaca. Esses povos eram com frequência protegidos pelos chineses ou malaios, que exigiam exclusividade no comércio em troca.
Os orang laut foram parte importante de Serivijaia, do sultanato de Malaca, e do sultanato de Johor. Eles patrulhavam os mares próximos, repelindo piratas, direcionando navios mercantes e mantendo a dominância sobre diversos portos. Segundo Tomé Pirés, em 1511, os orang laut eram os únicos habitantes de Singapura, e existiam alguns vilarejos na ilha.

## Atualidade

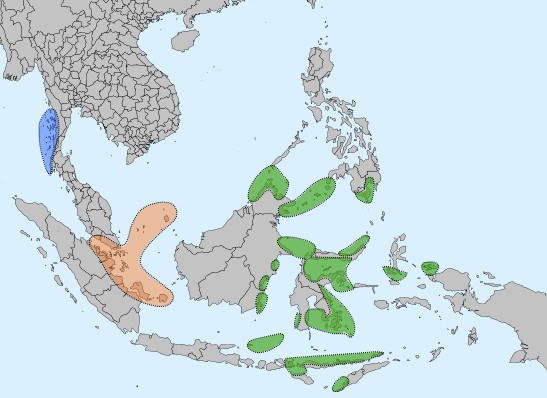
A área ocupada pelos orang laut está representada em laranja

Os orang laut ainda vivem como povos não-sedentários, passando grande parte do tempo em barcos que servem tanto como moradia como local de pesca. Grande parte da população orang laut não frequenta escolas, e tem uma escolaridade muito baixa, em parte devido ao preconceito por parte da população malaia. Atualmente os orang laut falam uma grande variedade de dialetos, como bahasa orang laut, malaio riau, e subdialetos. 